# 新所沢駅

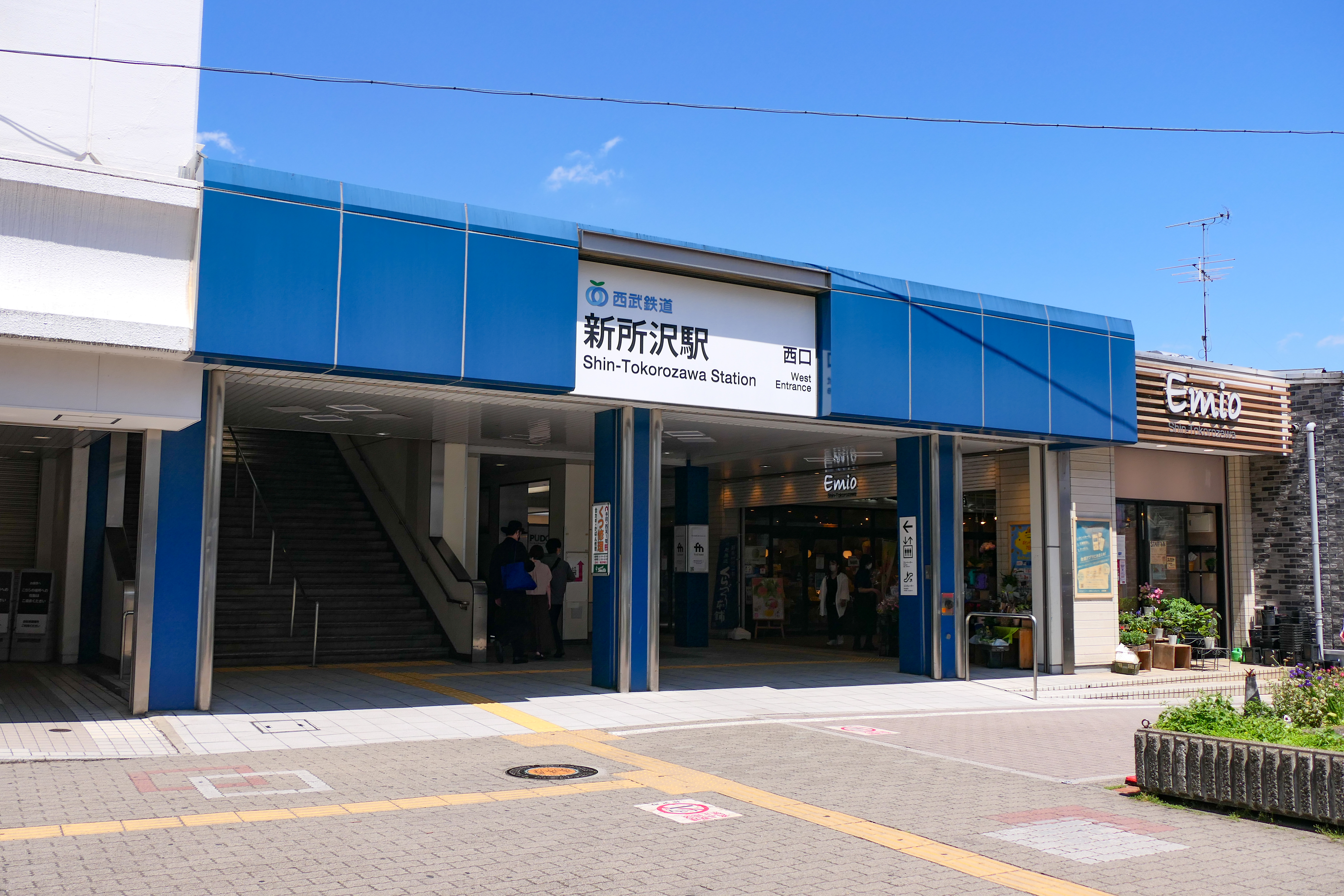
西口（2022年6月）

新所沢駅（しんところざわえき）は、埼玉県所沢市緑町一丁目にある、西武鉄道新宿線の駅。駅番号はSS24。埼玉県内の西武鉄道の駅の中では所沢駅、本川越駅に次いで乗降人員が多い。
当駅の北側に南入曽車両基地があることから、当駅を起点・終点とする列車も多く設定されている。周辺地域は「しんとこ」（新所）の略称で呼称されることもある。

## 歴史
かつては「所沢飛行場前駅」（ところざわひこうじょうまええき）と称していたものの、軍施設が明らかとなる名称が相応しくないとして後に「所沢御幸町駅」（ところざわみゆきちょうえき）と改称し、所沢中心市街地の北部・御幸町に存在していたが、戦後、「北所沢駅」（きたところざわえき）と改称の上現在地に移転した経緯がある。
当駅の母体となったのは、1938年（昭和13年）6月21日に開業した「所沢飛行場前駅」である。この駅は陸軍所沢飛行場にあった陸軍航空技術学校の校長の要請と、所沢市街北部の開発および周辺住民の便宜を図るため、同飛行場に通じる道の入口、新宿線が東川を渡る場所の本川越寄りに設置された。
この所沢飛行場前駅は、川を越えるガードの袂の築堤上に張りつくようにしてホームと小さな駅舎が設けられた単式ホーム1面1線の棒線駅で、駅舎へは階段が通じていた。飛行場に通う陸軍関係者の利用のほか、市街中心地に近いことから通勤・通学客など地元の利用者も多く、1940年（昭和15年）12月1日に防諜のため所在地より「所沢御幸町駅」と改称された後も休止などされることなく戦中・戦後を通じて営業を続けていた。
しかし、戦後、所沢御幸町駅と入曽駅の間で大きな問題が発生した。当時、現在の当駅所在地付近には在日米軍が設けた兵器補給廠への側線が分岐していたが、そこへの貨物輸送の頻度が激しくなったため、列車のダイヤ設定に支障をきたすようになっていたのである。
そこで、この問題を解決すべく、西武鉄道は側線分岐点に駅を建設する計画を立てたが、その際に新たな駅を設置するのではなく、所沢御幸町駅を移転するという体裁を取ることでその用に充てようとしたのである。前述の通り地元利用客の多い駅であったため猛烈な反対運動が起こったが、移転後の代替交通を確保することを条件にこの計画は認可され、1951年（昭和26年）6月11日、駅は本川越寄りに北へ約2km移転するとともに名前も「北所沢駅」と改められた。これが現在の当駅である。駅名が「新所沢駅」となるのは1959年（昭和34年）2月1日のことであった。
なお、所沢御幸町駅跡は複線化用地に転用され、全く何も残されていない。

### 年表
前身の所沢飛行場前駅→所沢御幸町駅からのものを記す。
- 1938年（昭和13年）6月21日 - 所沢飛行場前駅として開業（現：所沢市御幸町、東川のガード付近）。
- 1940年（昭和15年）12月1日 - 所沢御幸町駅に改称[1]。
- 1951年（昭和26年）6月11日 - 米軍基地へ軍事物資を貨物輸送するため、所沢御幸町駅を1.4km北へ移設し北所沢駅を開業（ほぼ現在の場所）。
- 1959年（昭和34年）2月1日 - 新所沢駅に改称。
- 1960年（昭和35年）6月16日 - 西口ロータリーの女神噴水像[2]完成。
- 1962年（昭和37年） - 橋上駅舎完成。西武鉄道初の橋上駅舎となる。
- 1967年（昭和42年）10月27日 - 所沢 - 当駅間複線運転開始｡
- 1969年（昭和44年）9月26日 - 当駅 - 入曽間複線運転開始。
- 1994年（平成6年）5月 - 駅舎・ホーム改築工事開始。
- 1996年（平成8年）12月 - 駅ホームを1面2線から2面4線へ拡張する工事が完成し、追越・待避が可能になる。
- 1998年（平成10年）3月26日 - 快速急行運行開始。停車駅となる。
- 2000年（平成12年）11月6日 - 航空公園駅側の踏切が立体交差化し、「新所沢跨道橋」として開通。
- 2003年（平成15年）3月12日 - ダイヤ改正で当駅始発の国分寺線国分寺への直通列車の運行を開始。
- 2005年（平成17年）9月28日 - 下りホームに待合室を設置。
- 2008年（平成20年）5月13日 - 駅名標を更新する。
- 2012年（平成24年）11月5日 - 11月11日 - 西武鉄道創立100周年を記念して特急レッドアロー号が停車[3]。

## 駅構造
島式ホーム2面4線の地上駅で、橋上駅舎を有している。
改札階と各ホームおよび東口・西口地上部をそれぞれ連絡するエレベーター・エスカレーターが設置されている。
トイレは改札内コンコース部に立地し、多機能トイレを併設する。
改札外コンコースにはEmio新所沢があり、銀座コージーコーナーなどの駅ナカ店舗がある。駅構内店舗の詳細情報は西武鉄道公式サイトのショッピング&グルメ情報ポータルサイト「新所沢駅の店舗情報」を参照。西口は西友新所沢店と直結している。
駅西口北側に新所沢乗務所が併設されており、両ホームの本川越寄りに乗務員専用の跨線橋がある。

### のりば
| ホーム | 路線   | 方向 | 行先                                   |
| ------ | ------ | ---- | -------------------------------------- |
| 1・2   | 新宿線 | 下り | 狭山市・本川越方面                     |
| 3・4   | 新宿線 | 上り | 所沢・高田馬場・西武新宿（国分寺）方面 |

（出典：西武鉄道:駅構内図）
- 原則として2・3番ホームを使用する。1・4番ホームは特急の通過待ちおよび当駅発着の列車に用いられる。なお2025年3月改正で、東村山駅付近の高架化進捗に伴い、日中の上りについては当駅で特急列車を通過待ちする形となった。そのため上り列車は、当駅を発車すると田無駅まで退避ができない。
- 当駅と入曽駅の間に新宿線の主要車両基地である南入曽車両基地が立地し、当駅を始発・終点とする列車が多数設定されている。また、特急以外の全営業列車が停車する。
- 当駅始発・終点の列車は、基本的に構内で折り返さずに、一旦南入曽車両基地まで回送してから折り返している。構内で折り返す当駅止まりの電車は、渡り線を渡って上り3番ホームに到着し、そのまま折り返し西武新宿行として発車する。このため、本川越始発の急行が副線の新所沢4番ホームに先着、当駅止まり折り返し各停西武新宿行が本線の新所沢3番ホームに到着後、急行が先発するという運用が見られる時間がある。
- 国土交通省が進めているホームドア設置促進の一環として、当駅に神戸製鋼所製の戸袋移動型ホームドアである「戸袋移動型ホーム柵 どこでも柵」を、下り1番線ホーム後端部に1両分を設置して2013年8月31日から6か月間の実地試験を行なっていた[4][5][6]。現在は実験が終了したため撤去されている。

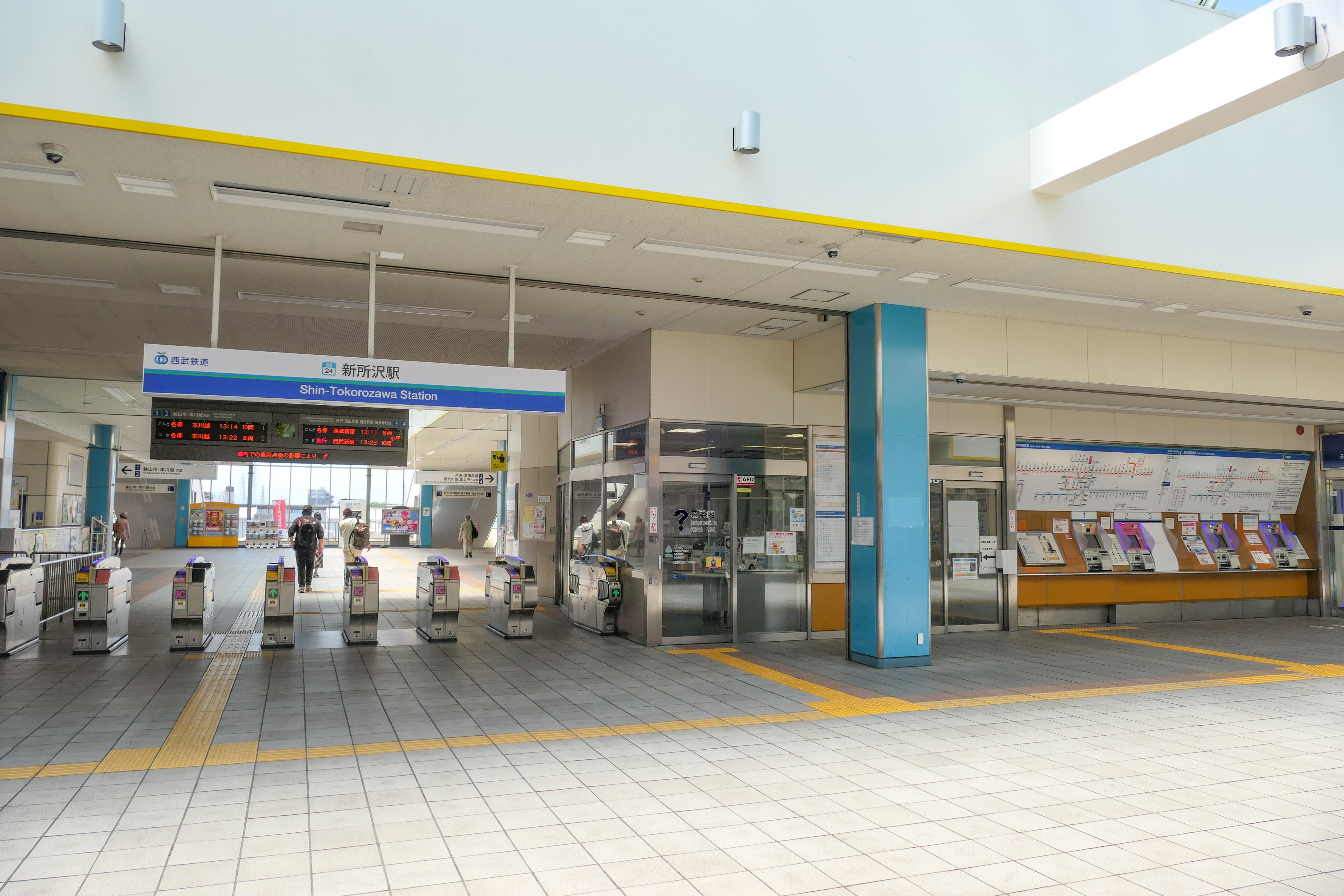
改札口と切符券売機（2022年6月）
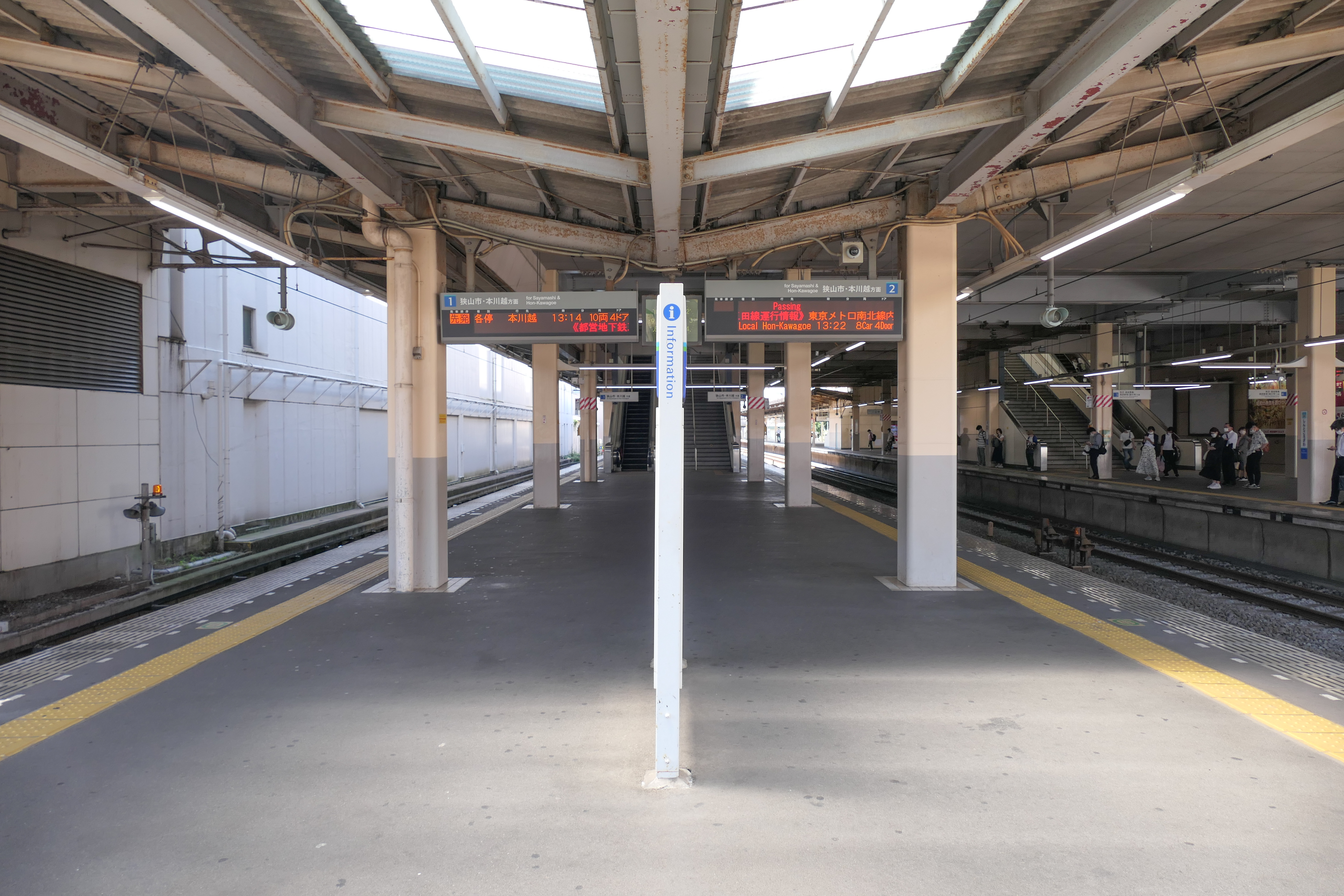
1・2番ホーム（2022年6月）
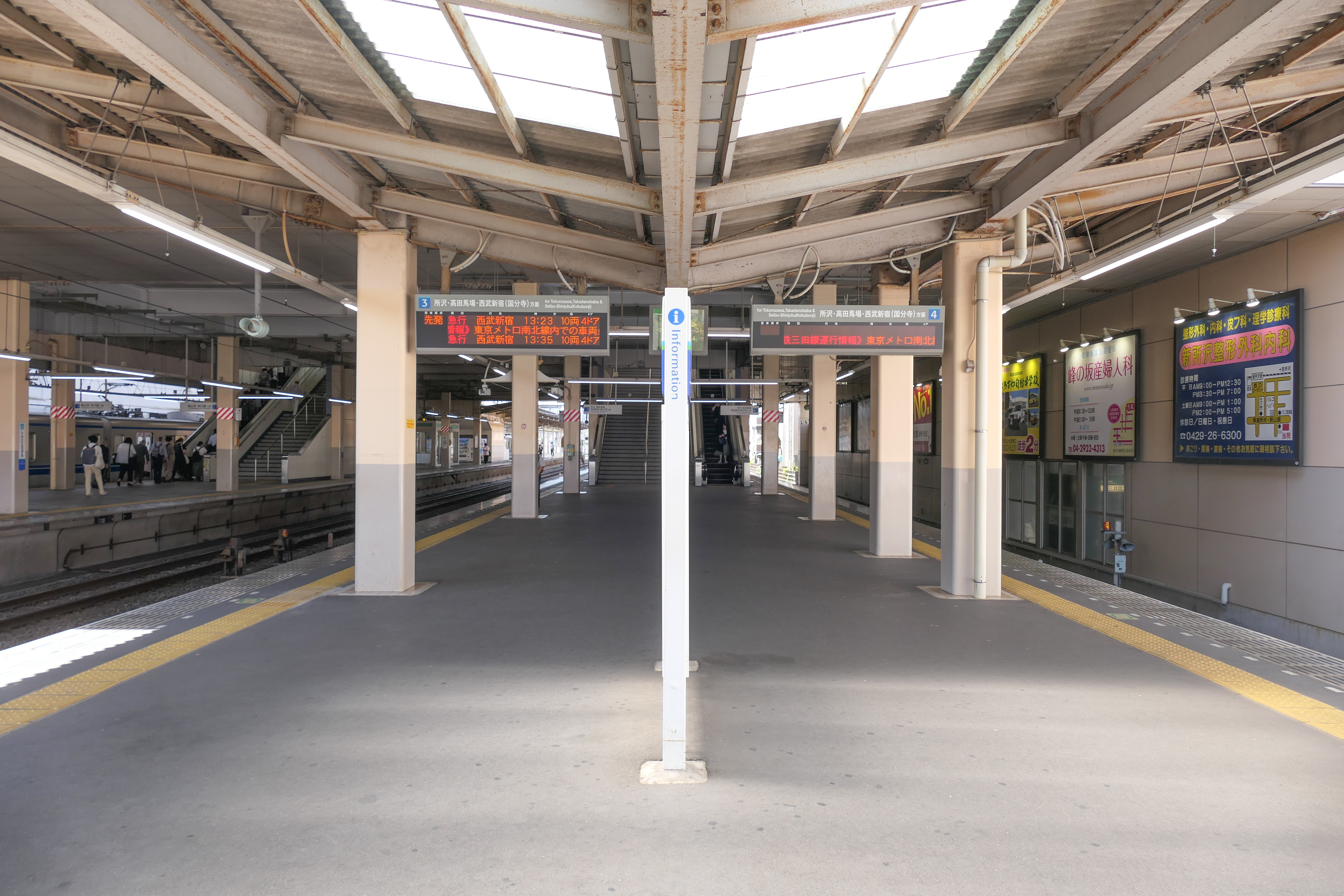
3・4番ホーム（2022年6月）
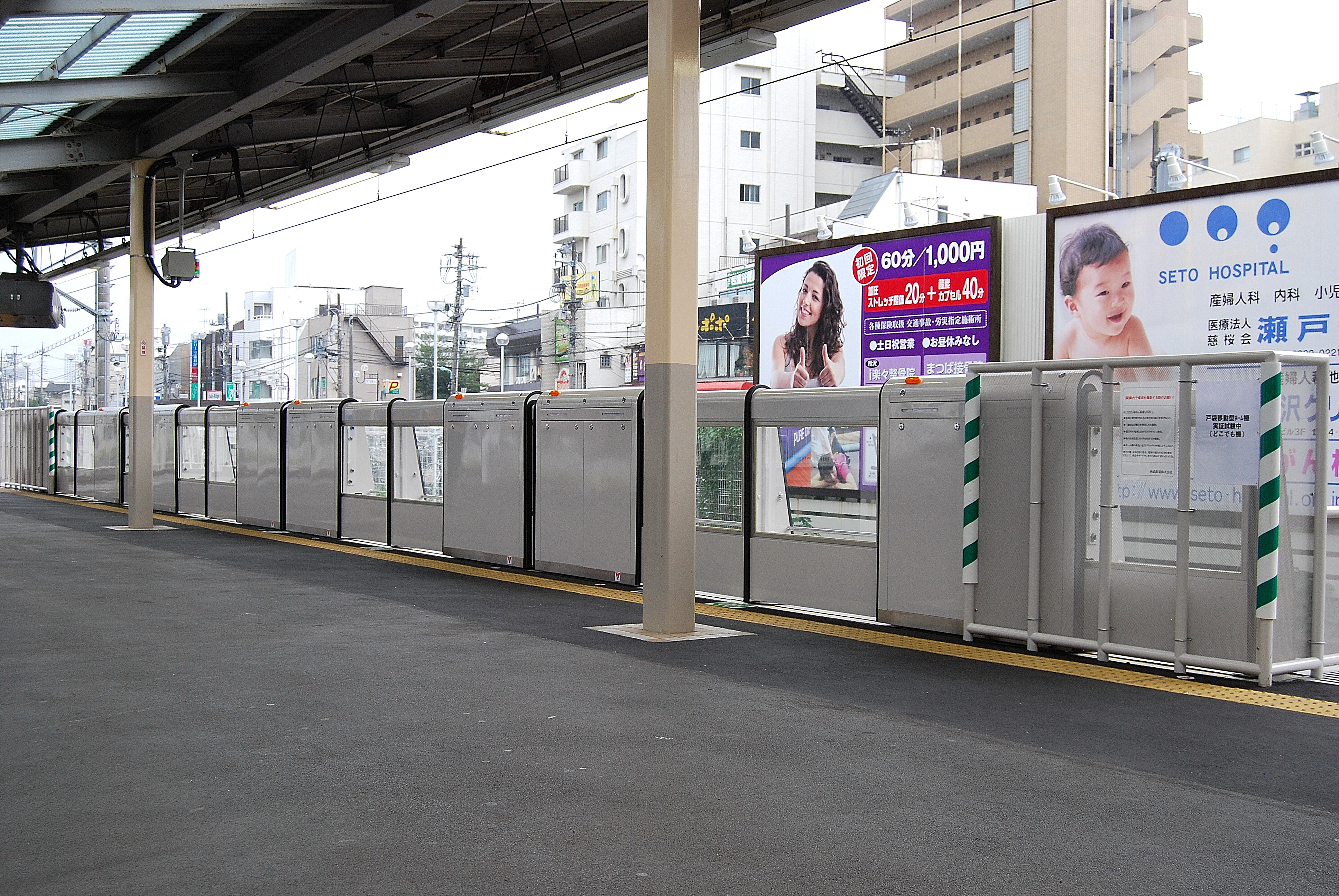
実地試験中の「戸袋移動型ホーム柵 どこでも柵」（2013年10月）

## 利用状況
- 西武鉄道 - 2024年度の1日平均乗降人員は47,629人である[西武 1]。
西武鉄道全92駅中18位。

近年の1日平均乗降・乗車人員の推移は下記の通りである。
| 年度               | 1日平均 乗降人員 | 1日平均 乗車人員 | 出典              |
| ------------------ | ---------------- | ---------------- | ----------------- |
| 1990年（平成02年） | 74,031           | 36,313           |                   |
| 1991年（平成03年） | 75,701           | 37,117           |                   |
| 1992年（平成04年） | 75,368           | 36,889           |                   |
| 1993年（平成05年） | 74,384           | 36,361           |                   |
| 1994年（平成06年） | 72,498           | 35,475           |                   |
| 1995年（平成07年） | 70,309           | 34,704           |                   |
| 1996年（平成08年） | 68,789           | 34,098           |                   |
| 1997年（平成09年） | 66,862           | 33,174           |                   |
| 1998年（平成10年） | 64,487           | 32,081           |                   |
| 1999年（平成11年） | 62,738           | 31,098           | [ 埼玉県統計 1 ]  |
| 2000年（平成12年） | 62,054           | 30,713           | [ 埼玉県統計 2 ]  |
| 2001年（平成13年） | 62,554           | 30,893           | [ 埼玉県統計 3 ]  |
| 2002年（平成14年） | 61,899           | 30,508           | [ 埼玉県統計 4 ]  |
| 2003年（平成15年） | 61,715           | 30,408           | [ 埼玉県統計 5 ]  |
| 2004年（平成16年） | 60,824           | 30,026           | [ 埼玉県統計 6 ]  |
| 2005年（平成17年） | 60,583           | 29,938           | [ 埼玉県統計 7 ]  |
| 2006年（平成18年） | 61,008           | 30,143           | [ 埼玉県統計 8 ]  |
| 2007年（平成19年） | 59,323           | 29,361           | [ 埼玉県統計 9 ]  |
| 2008年（平成20年） | 58,845           | 29,148           | [ 埼玉県統計 10 ] |
| 2009年（平成21年） | 57,821           | 28,642           | [ 埼玉県統計 11 ] |
| 2010年（平成22年） | 56,017           | 27,875           | [ 埼玉県統計 12 ] |
| 2011年（平成23年） | 54,975           | 27,348           | [ 埼玉県統計 13 ] |
| 2012年（平成24年） | 55,628           | 27,668           | [ 埼玉県統計 14 ] |
| 2013年（平成25年） | 55,870           | 27,797           | [ 埼玉県統計 15 ] |
| 2014年（平成26年） | 54,698           | 27,200           | [ 埼玉県統計 16 ] |
| 2015年（平成27年） | 55,265           | 27,472           | [ 埼玉県統計 17 ] |
| 2016年（平成28年） | 55,309           | 27,480           | [ 埼玉県統計 18 ] |
| 2017年（平成29年） | 55,627           | 27,603           | [ 埼玉県統計 19 ] |
| 2018年（平成30年） | 55,856           | 27,717           | [ 埼玉県統計 20 ] |
| 2019年（令和元年） | 54,822           | 27,213           | [ 埼玉県統計 21 ] |
| 2020年（令和02年） | 40,585           | 20,213           | [ 埼玉県統計 22 ] |
| 2021年（令和03年） | 42,857           |                  |                   |
| 2022年（令和04年） | 45,869           |                  |                   |
| 2023年（令和05年） | 47,572           |                  |                   |
| 2024年（令和06年） | 47,629           |                  |                   |

## 駅周辺

### 西口
- 西友新所沢店
- 新所沢郵便局
- みずほ銀行 新所沢支店
- 埼玉りそな銀行 新所沢支店
- 青梅信用金庫 所沢支店
- 新所沢グリーンハイツ西武ショッピングプラザ - 出店店舗の詳細は西武プロパティーズ公式サイト「フロアガイド[リンク切れ]」を参照。
- 所沢市役所 新所沢まちづくりセンター
- 所沢市新所沢コミュニティセンター
  - 所沢市市民活動支援センター
  - 所沢市立みどり児童館
- 所沢警察署 緑町交番
- 緑町中央公園
- 公団新所沢団地
- 中砂公園
- 武州ガス 所沢営業所・新所沢サービス店
- 秋草学園短期大学
- 埼玉県道6号川越所沢線
- 埼玉県道50号所沢狭山線
- ぎょうざの満洲新所沢西口店
- オザム けやき台店

### 東口
- 所沢警察署 新所沢駅前交番
- 所沢市役所 新所沢東まちづくりセンター
- パティオ通り
- BOOK OFF 新所沢店
- パイン通り
- 武蔵野銀行 新所沢支店
- シチズン時計 所沢事業所
- 埼玉県道6号川越所沢線
- 所沢美原郵便局
- ヨークフーズ 所沢花園店
- ゲオ 新所沢店
- DAIWA CYCLE 新所沢店
- ヤオコー 所沢美原店
- マルハン 所沢店
- 生活協同組合コープみらい新所沢店
- 秋草学園高等学校
- 埼玉県立所沢北高等学校
- 埼玉県立所沢中央高等学校
- 所沢ニュータウン
- 国立障害者リハビリテーションセンター
- 所沢市民体育館 - B3リーグ・さいたまブロンコスのホームコートでもある。
- 所沢市総合運動場
- 在日米軍 所沢通信基地
- ぎょうざの満洲 新所沢東口本店

### バス

#### 路線バス
すべて西武バスが運行している。当初は西口に発着していたが、東口ロータリー整備により1987年9月10日から東口発着とされた。
- 新所01：所沢ニュータウン行（平日のみ深夜バスあり）
- 新所02：西武バス所沢営業所・上赤坂・川越駅西口経由 本川越駅行
- 新所02-1：西武バス所沢営業所行
- 新所02-2：西武バス所沢営業所経由 上赤坂行
- 新所03：所沢ニュータウン・並木通り団地経由 航空公園駅行
- 新所04：西武フラワーヒル行
- 新所04：秋草学園高等学校経由 西武フラワーヒル行(朝のみ)

#### コミュニティバス
所沢市内循環バス「ところバス」
東口
- 北路線 富岡循環左回り 所沢ニュータウン・富岡まちづくりセンター方面 航空公園駅行
- 北路線 富岡循環右回り 弥生町方面 航空公園駅行

西口
- 北路線 富岡循環左回り こどもと福祉の未来館方面 航空公園駅行
- 北路線 富岡循環右回り 富岡まちづくりセンター・所沢ニュータウン方面 航空公園駅行
- 西路線 新所沢・狭山ヶ丘コース 小手指駅北口・狭山ヶ丘駅東口行
- 西路線 新所沢・狭山ヶ丘コース こどもと福祉の未来館方面 航空公園駅行

## その他

### 北所沢駅時代の貨物輸送
| 年度 | 発送貨物（トン） | 到着貨物（トン） |
| ---- | ---------------- | ---------------- |
| 1951 | 157,174          | 334,631          |
| 1952 | 224,423          | 226,577          |
| 1953 | 107,549          | 292,138          |
| 1954 | 118,197          | 154,145          |
| 1955 | 59,062           | 75,993           |
| 1956 | 31,742           | 79,759           |
| 1957 | 1,597            | 7,377            |
| 1958 | 7,802            | 7,720            |

- 埼玉県統計書、埼玉県統計年鑑各年度版

朝鮮戦争勃発による在日米軍の物資貯蔵用地造成のため1953年に安比奈駅より北所沢駅まで大量の砂利を輸送した。

## 隣の駅
西武鉄道
 新宿線
■通勤急行（上りのみ運転）
所沢駅 (SS22) ← 新所沢駅 (SS24) ← 狭山市駅 (SS26)
■快速急行（土休日下りのみ運転、当駅から入曽方各駅に停車）
所沢駅 (SS22) → 新所沢駅 (SS24) → 入曽駅 (SS25)
■急行・■準急・■各駅停車
航空公園駅 (SS23) - 新所沢駅 (SS24) - （南入曽信号場） - 入曽駅 (SS25)
- 入曽駅との間には南入曽信号場が設けられており、南入曽車両基地へ分岐している。